# Dina Félix da Costa
Dina Félix da Costa (4 de julho de 1980) é uma atriz portuguesa.

## Biografia
Entre 2007 e maio de 2010 teve uma relação com o ator Hugo Sequeira, de quem tem um filho, Xavier Félix da Costa Sequeira, nascido no final de 2008. De 2010 a 2018, teve uma relação com o ator Miguel Melo.

## Televisão
| Ano         | Projeto                         | Papel                    | Notas                 | Canal |
| ----------- | ------------------------------- | ------------------------ | --------------------- | ----- |
| 2001        | Café da Esquina                 |                          | Figuração             | RTP1  |
| 2001 - 2003 | Anjo Selvagem                   | Rita                     | Elenco Principal      | TVI   |
| 2003        | Saber Amar                      | Rita Higgins             | Antagonista           | TVI   |
| 2004        | Inspetor Max                    | Ana                      | Participação Especial | TVI   |
| 2005        | Inspetor Max                    | Célia Gomes              | Participação Especial | TVI   |
| 2005 - 2006 | Os Serranos                     | Raquel                   | Elenco Principal      | TVI   |
| 2006        | Mundo Meu                       | Miriam                   | Participação Especial | TVI   |
| 2006        | Fala-me de Amor                 | Marta Fernandes          | Elenco Principal      | TVI   |
| 2007 - 2008 | Deixa-me Amar                   | Luísa Botelho            | Elenco Principal      | TVI   |
| 2008        | Casos da Vida: Anjos de Serviço | Dra. Sofia Vasconcelos   | Elenco Principal      | TVI   |
| 2008        | Liberdade 21                    |                          | Participação Especial | RTP1  |
| 2009 - 2010 | Conta-me como Foi               | Maria                    | Participação Especial | RTP1  |
| 2009 - 2010 | Meu Amor                        | Elisa Lopes              | Elenco Principal      | TVI   |
| 2009 - 2010 | Ele É Ela                       | Simone Luz               | Co-Protagonista       | TVI   |
| 2010        | Regresso a Sizalinda            | Patrícia                 | Elenco Adicional      | RTP1  |
| 2011        | Maternidade                     |                          | Participação Especial | RTP1  |
| 2012        | Velhos Amigos                   | Cláudia                  | Participação Especial | RTP1  |
| 2013 - 2015 | Os Nossos Dias                  | Bárbara Gomes            | Elenco Principal      | RTP1  |
| 2014 - 2015 | Jardins Proibidos               | Marta Gomes              | Coadjuvante           | TVI   |
| 2016        | Massa Fresca                    | Branca Semião            | Antagonista           | TVI   |
| 2016        | Mulheres Assim                  | Tita                     | Elenco Adicional      | RTP1  |
| 2017        | Ministério do Tempo             | Henriqueta               | Participação Especial | RTP1  |
| 2017        | Ouro Verde                      | Rita Ferreira da Fonseca | Co-Antagonista        | TVI   |
| 2018 - 2019 | Valor da Vida                   | Jamilah Afonso           | Elenco Principal      | TVI   |
| 2019        | Amar Depois de Amar             | Marina Oliveira          | Protagonista          | TVI   |
| 2020 - 2021 | Amar Demais                     | Emília Soares Goulart    | Coadjuvante           | TVI   |
| 2023 - 2024 | Morangos com Açúcar             | Kelly Navarro            | Elenco Principal      | TVI   |